# Bryan Carrasco
Pour les articles homonymes, voir Carrasco.
Bryan Carrasco, né le 31 janvier 1991 à Santiago, est un footballeur international chilien qui joue au poste de latéral droit ou de milieu droit. 
Bryan Carrasco est international chilien depuis 2012.

## Carrière

### Les débuts au Chili
Bryan Carrasco est formé à l'Audax Italiano, qu'il intègre en 2001 à l'âge de 10 ans. Il fait ses débuts professionnels en 2009 à l'âge de 18 ans contre Huachipato.
Lors de la saison 2009-2010, il ne joue que 3 matchs en championnat.

### La découverte de l'Europe
Au début du tournoi d'ouverture au Chili, l'Udinese et l'Audax Italiano trouvent un accord pour un prêt avec une option d'achat. Mais en juin 2012 les transactions sont annulées.
En août 2012, le Dinamo Zagreb accueille le jeune chilien sous forme de prêt pour la saison 2012-2013. Il participe avec cette équipe à la prestigieuse Ligue des champions.